# العلاقات الجزائرية الباربادوسية
العلاقات الجزائرية الباربادوسية هي العلاقات الثنائية التي تجمع بين الجزائر وباربادوس.

## مقارنة بين البلدين
هذه مقارنة عامة ومرجعية للدولتين:
| وجه المقارنة                                              | الجزائر                      | باربادوس       |
| --------------------------------------------------------- | ---------------------------- | -------------- |
| المساحة (كم2)                                             | 2.38 مليون                   | 439            |
| عدد السكان (نسمة)                                         | 38.81 مليون                  | 285.72 ألف     |
| الكثافة السكانية (ن./كم²)                                 | 16.31                        | 65.08 ألف      |
| العاصمة                                                   | الجزائر                      | بريدج تاون     |
| اللغة الرسمية                                             | اللغة العربية، لغات أمازيغية | لغة إنجليزية   |
| العملة                                                    | دينار جزائري                 | دولار بربادوسي |
| الناتج المحلي الإجمالي (بليون دولار)                      | 170.37 مليار                 | 4.80 مليار     |
| الناتج المحلي الإجمالي (تعادل القوة الشرائية) بليون دولار | 582.63 مليار                 | 4.66 مليار     |
| الناتج المحلي الإجمالي الاسمي للفرد دولار أمريكي          | 4.21 ألف                     | 15.43 ألف      |
| الناتج المحلي الإجمالي للفرد دولار أمريكي                 | 14.19 ألف                    | 16.06 ألف      |
| مؤشر التنمية البشرية                                      | 0.745                        | 0.795          |
| رمز المكالمات الدولي                                      | +213                         | +1246          |
| رمز الإنترنت                                              | .dz                          | .bb            |
| المنطقة الزمنية                                           | ت ع م+01:00                  | 00             |

## منظمات دولية مشتركة
يشترك البلدان في عضوية مجموعة من المنظمات الدولية، منها:
| علم المنظمة | اسم المنظمة                               | تاريخ انضمام الجزائر | تاريخ انضمام باربادوس |
| ----------- | ----------------------------------------- | -------------------- | --------------------- |
|             | مؤسسة التنمية الدولية                     | 26 سبتمبر 1963       | 29 سبتمبر 1999        |
|             | يونسكو                                    | 15 أكتوبر 1962       | 24 أكتوبر 1968        |
|             | وكالة ضمان الاستثمار متعدد الأطراف        | 4 يونيو 1996         | 12 أبريل 1988         |
|             | الأمم المتحدة                             | 8 أكتوبر 1962        | 9 ديسمبر 1966         |
|             | الاتحاد البريدي العالمي                   | ?                    | ?                     |
|             | البنك الدولي للإنشاء والتعمير             | 26 سبتمبر 1963       | 12 سبتمبر 1974        |
|             | الاتحاد الدولي للاتصالات                  | 3 مايو 1963          | 16 أغسطس 1967         |
|             | منظمة حظر الأسلحة الكيميائية              | ?                    | ?                     |
|             | مؤسسة التمويل الدولية                     | 23 سبتمبر 1990       | 25 يونيو 1980         |
|             | المركز الدولي لتسوية المنازعات الاستشارية | 22 مارس 1996         | 1 ديسمبر 1983         |
|             | منظمة التجارة العالمية                    | ?                    | ?                     |
|             | منظمة الشرطة الجنائية الدولية             | ?                    | ?                     |

## وصلات خارجية
- موقع وزارة الخارجية الجزائرية
- موقع وزارة الخارجية الباربادوسية